# Championnat du monde masculin de curling 1987
Navigation
Édition précédente Édition suivante
Le Championnat du monde masculin de curling 1987, vingt-neuvième édition du championnat du monde de curling, a eu lieu du 30 mars au 5 avril 1987 au BC Place de Vancouver, au Canada. Il est remporté par le Canada.